# Battaglia di Isso
La battaglia di Isso si svolse nell'Anatolia meridionale, a sud dell'antica città costiera di Isso, situata al confine tra la Cilicia e la Siria. Nel novembre del 333 a.C. le forze di Alessandro Magno, sovrano di Macedonia, affrontarono e sconfissero i persiani di Dario III, aprendo la strada alla conquista macedone della Fenicia.

## Collocazione geografica
L'ubicazione di Isso è stata oggetto di controversie nell'ultimo secolo. Le fonti classiche menzionano un villaggio costiero situato su entrambe le sponde del fiume Pinarus, tradizionalmente identificato dalla storiografia moderna con il fiume Deli Çay, che scorre lungo il confine turco-siriano.
Autori più recenti (Hammond, 1984; Devine, 1985) fanno corrispondere il Pinarus con il fiume Payas, collocando la città non lontano dall'odierna Alessandretta, fondata da Alessandro, per commemorare la vittoria di Isso. L'identificazione sembra essere più convincente se si tiene conto maggiormente della misura del campo di battaglia e delle distanze percorse dagli eserciti, fornite dai resoconti di Callistene e Diodoro Siculo.

## Le porte dell'Assiria

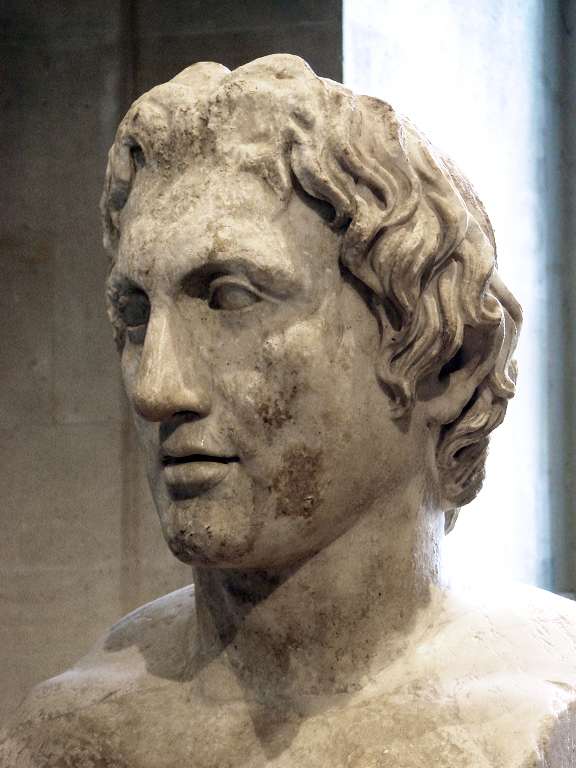
Alessandro Magno
(Lisippo)

Alessandro aveva invaso l'Asia Minore nel 334 a.C., sconfiggendo i satrapi persiani nella battaglia del Granico. Successivamente proseguì con l'occupazione dell'intera Anatolia e mentre si trovava a Mallo venne a sapere che Dario stava ammassando una grande armata a Babilonia.
Alla notizia delle vittorie di Alessandro le popolose città costiere della Fenicia cominciarono a ribellarsi al dominio persiano; nonostante questo, se i Persiani fossero riusciti a raggiungere il golfo di Isso, avrebbero comunque potuto contare sul supporto della loro vasta flotta ancora operativa nel Mediterraneo e, potenzialmente, prendere alle spalle le forze macedoni.
Alessandro mantenne, in un primo tempo, il grosso delle forze a Tarso e inviò un contingente, guidato da Parmenione, a occupare la zona costiera attorno ad Isso e a presidiare le porte dell'Assiria (due strette gole fluviali che tagliano la catena dell'Amano e che costituivano i passaggi obbligati per un esercito che volesse entrare o uscire dalla Siria).
Il primo passo corrisponde alla valle del fiume Payas; la seconda gola (oggi Passo di Beylan) si trova poco a sud di Alessandretta.

## La presa di Isso

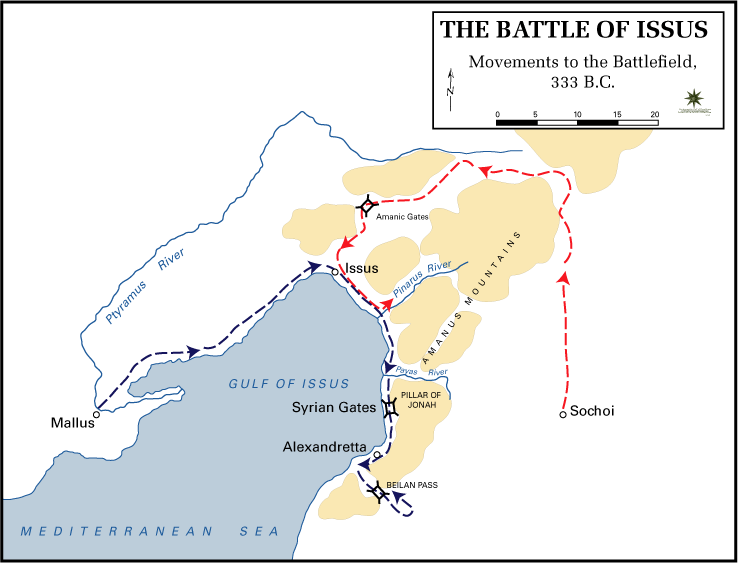
Le manovre di aggiramento delle armate macedoni (in blu) e persiane (in rosso) prima di giungere al luogo della battaglia. Nell'illustrazione è indicata la posizione delle Porte dell'Assiria

Nel novembre del 333 a.C. Alessandro venne informato che l'esercito persiano era giunto presso la città siriana di Sochi (o Sochoi), situata nell'interno, al di là della catena montuosa degli Amanos. Decise quindi di lasciare Isso, dove si era acquartierato, e marciare verso sud fino al passo Beylan; Dario, per parte sua, scoprì che Parmenione controllava le porte dell'Assiria e decise di proseguire verso nord, costeggiando la catena degli Amanos invece che attraversarla a sud come si aspettava Alessandro.
Il sovrano macedone, infatti, si era attestato verso sud presso la città fenicia di Miriandro, a circa quindici miglia ad ovest del passo Beylan. Poiché la gola costituiva il più rapido accesso alla Cilicia per un esercito proveniente da Sochi, Alessandro si aspettava che Dario scegliesse quella via, oppure tentasse il tortuoso passaggio della stretta valle del Payas (facilmente difendibile dal contingente di Parmenione).
Dario tentò invece di aggirare le forze macedoni ed entrare in Cilicia da nord, attraversando le strette vallate degli affluenti del fiume Ceyhan, il quale scorre a est dei contrafforti del Tauro.
La manovra d'aggiramento riuscì e l'esercito persiano occupò Isso senza incontrare alcuna resistenza. Dario ordinò di tagliare le mani a tutti i soldati feriti o malati che il sovrano macedone aveva lasciato in città per potersi riprendere. Ora il suo esercito non solo si trovava alle spalle dei macedoni, ma ne controllava pure le retrovie bloccando i rifornimenti da Tarso.
I Persiani, venendo a conoscenza dell'avvicinamento macedone a Isso, avanzarono brevemente verso sud fino alla riva destra del fiume Pinarus, prima di arrestarsi e disporsi sulla stretta pianura costiera di Isso.

## La battaglia

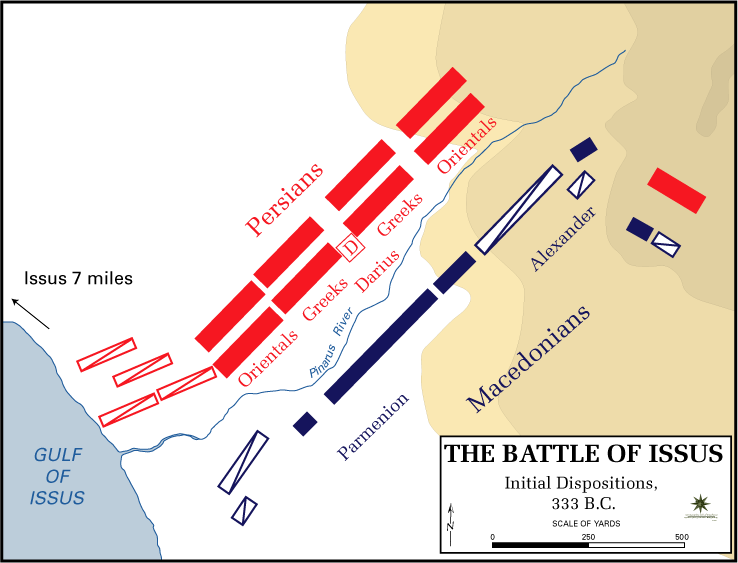
Schieramento iniziale

Un campo di battaglia come quello di Isso, con un ridotto spazio di manovra, si rivelava sfavorevole per un esercito molto numeroso come quello persiano, favorendo al contempo le agili e ridotte forze macedoni, ma secondo le ricostruzioni storiche più recenti le scelte tattiche di Dario erano state obbligate. 

### Il luogo
La ribellione della Fenicia escludeva la possibilità di utilizzare aiuti e rifornimenti provenienti dalla flotta in mare. La tattica difensiva macedone avrebbe evitato uno scontro impari in campo aperto; questo costringeva i Persiani a cercare assolutamente la battaglia prima del sopraggiungere dell'inverno ed evitare in questo modo un ritiro per mancanza di rifornimenti.
I due eserciti si trovarono così a fronteggiarsi divisi dal poco profondo fiume Pinarus e sebbene le condizioni per i persiani fossero sfavorevoli, Dario poteva comunque contare su un esercito quattro volte più numeroso di quello macedone.

### Le forze in campo
Per quanto riguarda l'entità delle forze in campo, le fonti letterarie di epoca classica greco-romana concordano nell'indicare una cifra di circa 40000 soldati macedoni (5000 cavalieri e 35000 fanti), ma esagerano e sono discordanti sull'ammontare delle forze persiane: secondo Arriano e Plutarco erano 600000 uomini, secondo Diodoro Siculo e Giustino 400000, secondo Curzio Rufo 250000
La storiografia moderna si attesta su cifre inferiori: tra i 100000 e 120000 uomini per i Persiani e circa 30000 per i Macedoni.
Alessandro era schierato alla destra, all'uscita della valle del Pinarus, al comando della cavalleria pesante degli eteri (in greco antico Εταίροι, compagni del re). Alla sua sinistra si trovava la falange e la fanteria leggera macedone (peltasti) sotto la guida di Parmenione, il cui fianco sinistro era protetto da un contingente di cavalieri alleati provenienti dalla Tessaglia. Il comandante Cratero era sull'ala sinistra comandata da Parmenione, a cui era stato dato l'ordine tattico di non allontanarsi dal mare. Erano inoltre presenti come supporto le unità comandate da Sitalce, mentre alla destra si trovavano Aristone, Protomarco, gli arcieri di Antioco, gli hetaîroi e all'estrema destra presiedeva Attalo. Alessandro arringò i suoi uomini, incitandoli affermando che dopo questa vittoria non ci sarebbero stati altri ostacoli alla conquista dell'intera Asia.

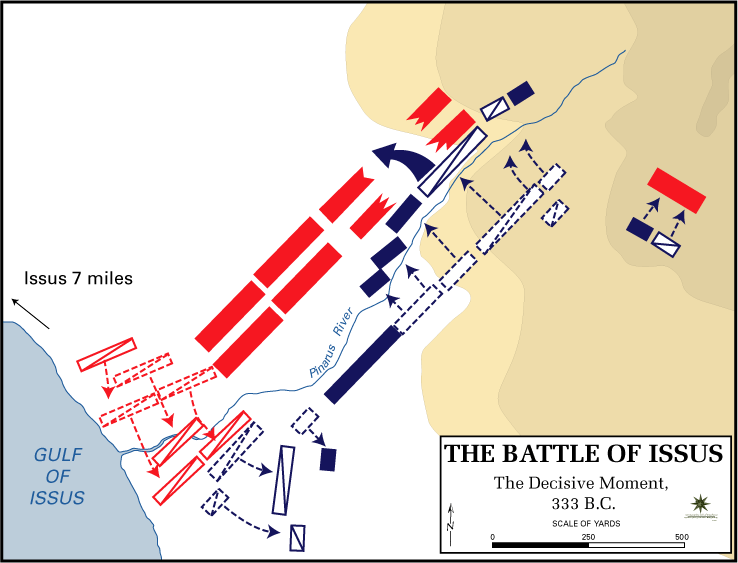
Attacco decisivo

I Persiani concentrarono la cavalleria sul loro fianco destro, in prossimità della costa, a supporto di una falange di opliti costituita da mercenari provenienti dalla Grecia. Dario aveva disposto la fanteria pesante (cardaci) lungo il fiume e un gruppo sulle colline, per minacciare il fianco destro macedone (formazione a gamma). Al centro della formazione si trovava il re con le truppe migliori: gli immortali (supportati da un corpo di fanteria di mercenari greci) e la cavalleria reale. Secondo alcuni storici, come Leon Stratikis, Dario stava cercando di copiare la formazione che l'esercito macedone utilizzò durante la battaglia del Granico.

### L'assalto della cavalleria
La cavalleria persiana aprì le ostilità caricando le truppe di Parmenione e la cavalleria tessalica, le quali si trovavano oltre il fiume. L'ala destra macedone, composta dalla cavalleria pesante degli eteri, fu decisiva per le sorti della battaglia. Mentre la falange macedone reggeva l'urto della cavalleria persiana e i tessali arretravano impegnandola, Alessandro ordinò ai suoi cavalieri di caricare il fianco sinistro dello schieramento avversario, proprio ai piedi delle montagne, e dopo averlo indebolito si aprì un varco tra le linee nemiche, al comando degli ipaspisti. L'attacco di Alessandro superò gli sbarramenti posti da arcieri, fanteria leggera e cavalleria pesante, separando l'ala sinistra dal centro dello schieramento. Nel frattempo, la falange, meno veloce nei movimenti, cedeva lentamente di fronte ai Persiani che l'attaccavano da ogni parte, mentre i cavalieri tenevano a bada i mercenari greci. Alessandro raggiunse quasi il sovrano persiano e si dice che cercò di colpirlo con una lancia, non riuscendoci. Dario decise di ritirarsi, costretto a lasciare il suo carro e a darsi alla fuga su un cavallo, abbandonando anche lo scudo, mentre suo fratello Ossatre rimase a combattere sino alla morte.
Montato a cavallo, lo stesso sovrano macedone condusse gli eteri in un nuovo assalto contro il centro dello schieramento persiano, mettendolo in fuga; la falange di Parmenione e la cavalleria tessalica stavano oramai per cedere, per cui Alessandro non inseguì Dario, ma attaccò alle spalle la falange dei mercenari greci.

Alla vista del loro re costretto alla fuga, i soldati persiani si ritirarono e vennero falcidiati dalla cavalleria macedone che li inseguì fino al tramonto.
Per la Persia si trattava della prima sconfitta militare di un esercito comandato da un loro sovrano, mentre per i Macedoni si apriva la strada per la conquista dell'impero.

## Conseguenze della battaglia

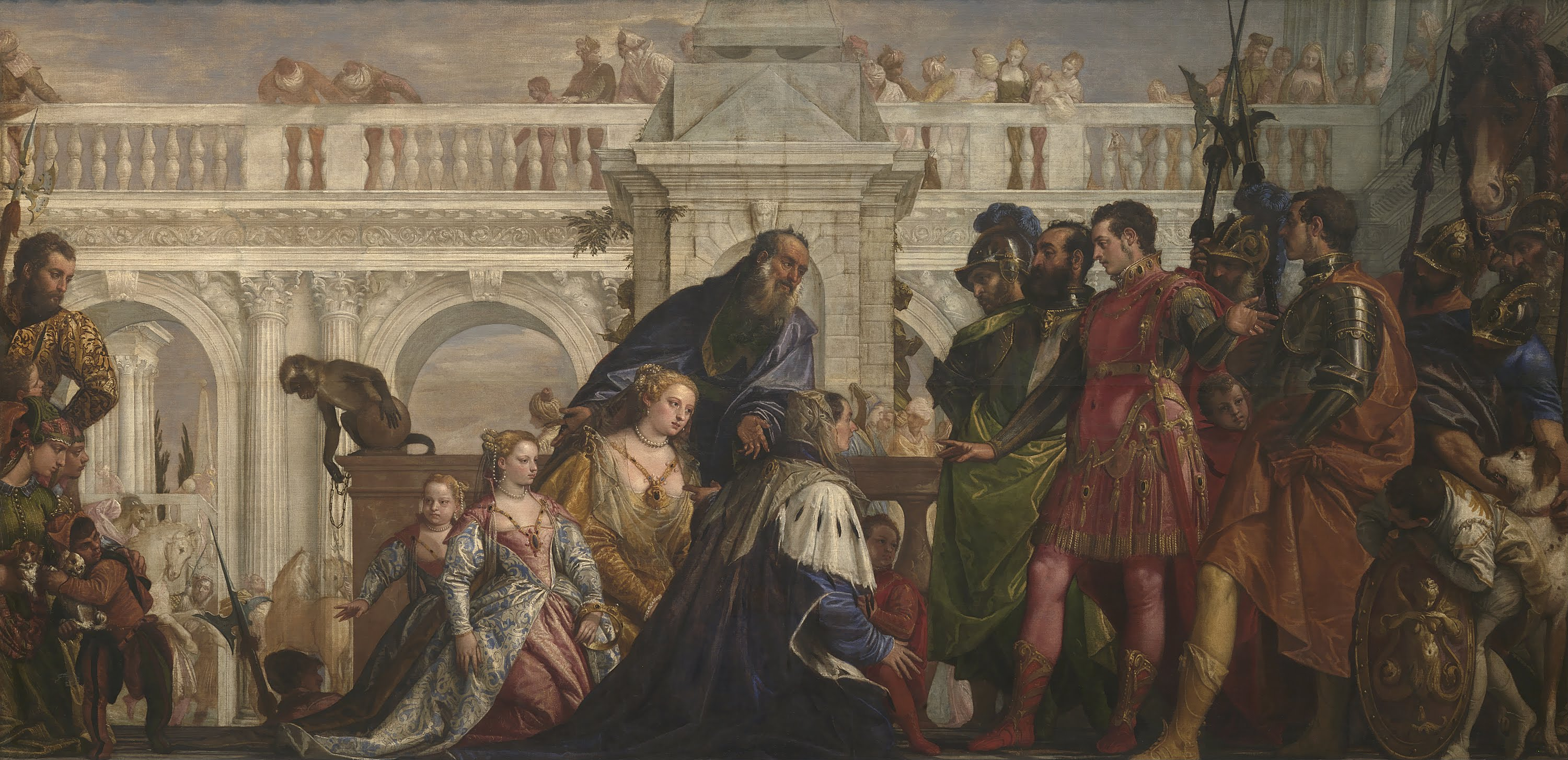
La famiglia di Dario ai piedi di Alessandro - Paolo Veronese - Londra, National Gallery

La battaglia si concluse con una completa disfatta dei Persiani, tra i quali si contarono oltre 110000 morti fra cui ufficiali quali Savace (satrapo d'Egitto), Arsame, Reomitre e Atize, i quali avevano già combattuto in passato contro l'avanzata macedone uscendone salvi.
Circa 8000 mercenari greci decisero di fuggire verso Tripoli. Aminta, il disertore macedone, trovò la morte poco dopo. Fra i Macedoni si contarono 150 perdite, tra cui 32 fanti, mentre i feriti erano oltre 500. Callistene menziona che i morti furono 302, anche se appaiono cifre poco credibili considerando i continui attacchi subiti. Lo stesso Alessandro venne ferito ad una coscia.
Vennero catturati, oltre a un immenso bottino, anche alcuni familiari di Dario tra cui sua madre Sisigambi, sua moglie Statira I e le sue figlie Statira II e Dripetide. Il Grande Re perse le sue migliori truppe, quasi tutti i più validi ufficiali del suo esercito e soprattutto il proprio prestigio di condottiero, distrutto dalla sua precipitosa fuga davanti al nemico.
Si racconta che, udendo delle grida disperate, il re macedone sia uscito dalla sua tenda chiedendo chi si lamentasse a tal punto; appreso che i pianti provenivano dalla moglie e dai bambini di Dario, i quali credevano che il loro caro fosse morto in battaglia, decise di tranquillizzarli incaricando Leonnato di dire loro che Dario era ancora vivo e che sarebbero stati trattati bene in quanto non era a loro che aveva mosso guerra Alessandro. Tale episodio è stato oggetto di numerosi dipinti, realizzati da artisti quali Paolo Veronese, Charles Le Brun, Giambattista Tiepolo, André Castaigne e Christophe Veyrier.
Il giorno successivo Alessandro andò con Efestione a far visita alle prigioniere. In quell'occasione Sisigambi non seppe riconoscere chi dei due fosse il re, rendendo omaggio alla persona sbagliata. Un servo le fece notare l'errore e il conquistatore macedone per evitarle l'imbarazzo le disse di non preoccuparsi in quanto entrambi erano Alessandro; il condottiero, adeguandosi a come già aveva fatto con Ada tempo addietro, iniziò a rivolgersi alla regina persiana chiamandola madre.
Visitò i feriti, pur essendo lui stesso uno di loro, e onorò ogni soldato che si fosse distinto durante la battaglia offrendo ricompense adeguate.

## La battaglia nell'arte

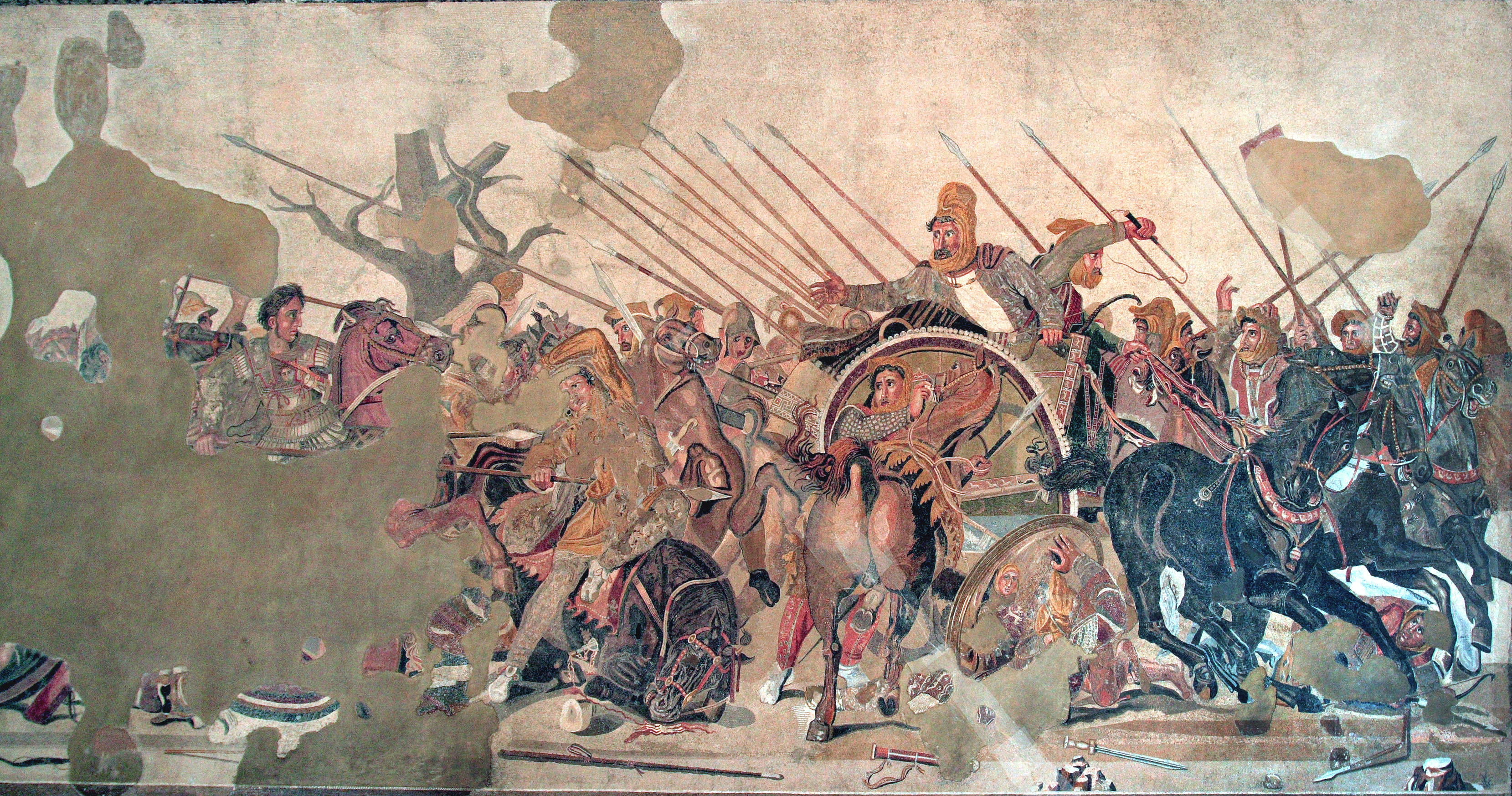
Mosaico della battaglia di Isso, Museo Archeologico Nazionale di Napoli
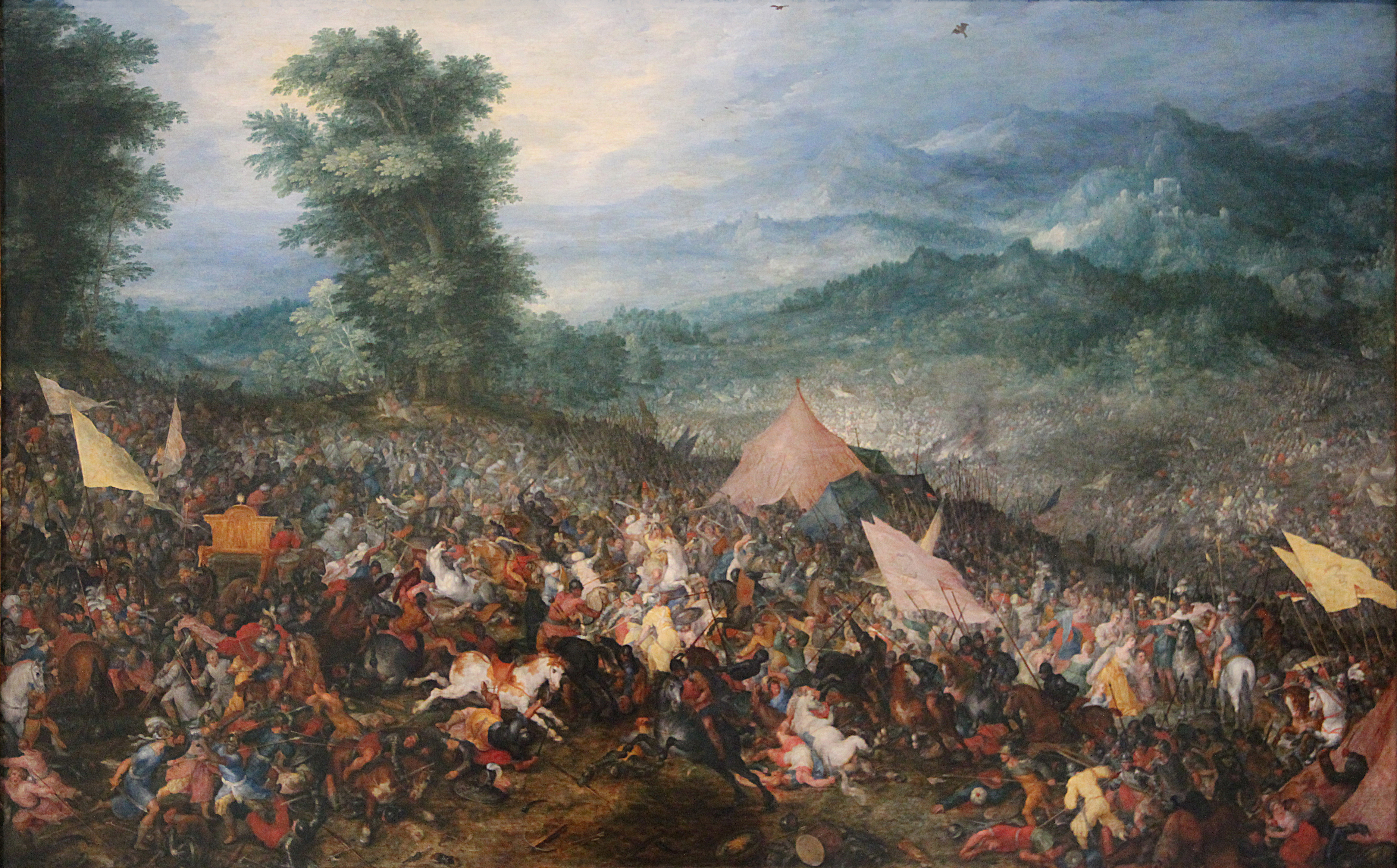
La battaglia di Isso, di Jan Brueghel il Vecchio, Museo del Louvre
La battaglia di Isso, di Albrecht Altdorfer, Alte Pinakothek, Monaco di Baviera

### Fonti primarie
- Plutarco, Vita di Alessandro Magno in Vite parallele
- Diodoro Siculo, Bibliotheca historica XVII
- Arriano, Anabasi di Alessandro
- Quinto Curzio Rufo, Historiae Alexandri Magni (Storia di Alessandro Magno)
- Callistene, Gesta di Alessandro

### Fonti secondarie
- John Fuller, The Generalship of Alexander the Great, De Capo Press, New Jersey 1960
- Peter Green, Alexander of Macedon: A Historical Biography, 1974
- Guy Rogers, Alexander: The Ambiguity of Greatness, Random House, New York 2004